# Торе (Ређо ди Калабрија)
Торе је насеље у Италији у округу Ређо ди Калабрија, региону Калабрија.
Према процени из 2011. у насељу је живело 306 становника. Насеље се налази на надморској висини од 5 м.